# 巴西光牙寶蓮魚
巴西光牙寶蓮燈魚，為輻鰭魚綱脂鯉目脂鯉亞目脂鯉科的其中一個種。分布於南美洲巴西Guaporé河、Galera河及Novo河流域，體長可達3.9公分，棲息在沙石底質、流動緩慢的水域，生活習性不明。